# 西銀座入口
西銀座入口（にしぎんざいりぐち）は、東京都中央区にあった東京高速道路のインターチェンジである。汐留JCT方面への入口のみ設置されていた。

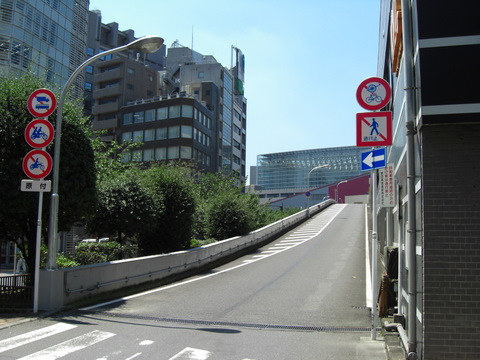
西銀座入口(料金所や通行券発券機はない)

## 接続する道路
- 柳通り
- 銀座桜通り

## 周辺
- ゴールドジム銀座東京
- ビックカメラ有楽町店
- 東京交通会館
- 銀座一丁目駅

## 隣
(D8)東京高速道路
西銀座JCT - (3)西銀座入口 - (4)新京橋出口

## 備考
- 入口には、一般的な高速道路入口にみられるような緑地の案内標識は設置されてないが、「東京高速道路[D8] [3]西銀座入口」と表記された青地の標識が設置されている。